# Liberal education
Liberal education eller liberal arts education (’utbildning i de fria konsterna’) är en utbildningsform som betonar betydelsen av bildning och breda kunskaper. Denna utbildningsform förekommer idag främst vid vissa nordamerikanska universitet och vid så kallade liberal arts college, men har sina rötter i en europeisk bildningstradition. Utbildningsmodellen har rötter i antikens och medeltidens studium av de fria konsterna (latin: artes liberales). Dessa utgjordes av de ämnen och färdigheter som ansågs viktiga för den fria medborgarens aktiva deltagande i det offentliga livet. I det antika Grekland innebar detta att delta i den offentliga debatten, att kunna försvara sig i domstolen, och delta i det militära livet. Målet för studierna var att skapa dygdiga, kunniga och vältaliga individer. Grammatik, dialektik och retorik utgjorde kärnan i 'artes liberales'. Under medeltiden utsträcktes dessa studier till att även innefatta aritmetik, geometri, musik och astronomi. De tre ursprungliga ämnen kallades trivium (ordet lever kvar i svenskans trivialskola), under det att övriga fyra ämnen kallades quadrivium. Tillsammans utgjorde trivium och quadrivium de sju artes liberales i det medeltida universitetet.
I modern tid kan uttrycket liberal arts betyda flera saker. Det hänvisar fortfarande till vissa kärnämnen inom högre grundutbildning – såsom språk, litteratur, filosofi, historia och matematik – men kan också syfta på särskilda utbildningsprogram vid universitet. Huvudsakligen avses dock så kallade liberal arts college, framför allt i USA. På senare har utbildningsmodellen etablerats även i Europa, till exempel i Freiburg (University College Freiburg), i Berlin (Bard College Berlin), i Utrecht (University College Utrecht), och i Bratislava (Bratislava International School of Liberal Arts).